# 시디 울드 셰이크 압달라히

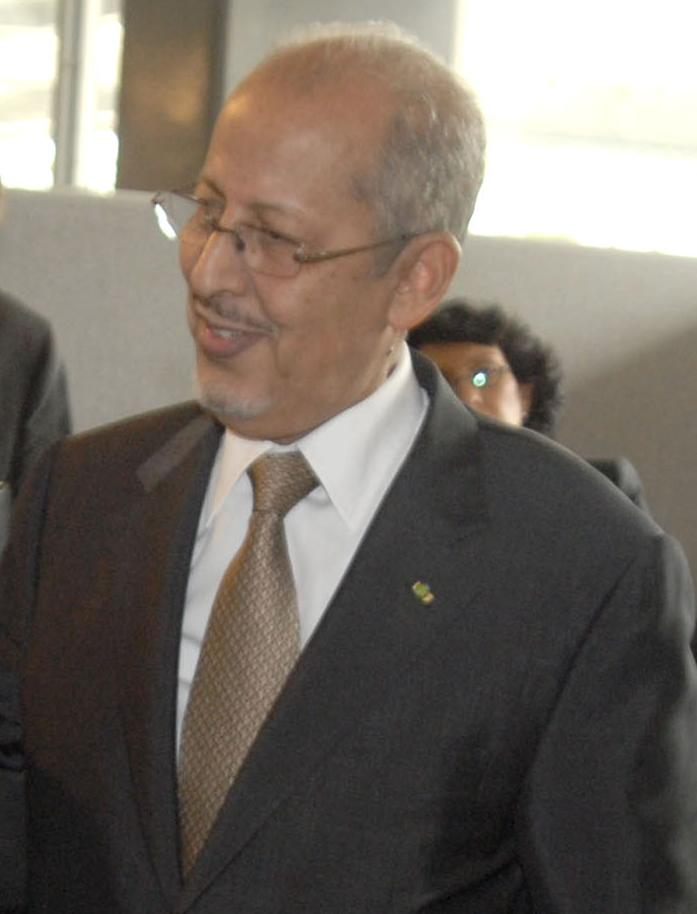
시디 울드 셰이크 압달라히

시디 울드 셰이크 압달라히(아랍어: سيدي محمد ولد الشيخ عبد الله, 1938년~2020년 11월 22일)는 모리타니의 정치인으로 2007년 4월 19일부터 2008년 8월 6일까지 모리타니의 대통령을 역임했다.
2007년 모리타니 대통령 선거에 출마하여 약 53%의 득표율로 당선되었다. 그 후 2008년에 일어난 모리타니 쿠데타로 인해 대통령직에서 축출되었다.

## 역대 선거 결과
| 선거명      | 직책명            | 대수 | 정당   | 1차 득표율 | 1차 득표수 | 2차 득표율 | 2차 득표수 | 결과 | 당락 |
| ----------- | ----------------- | ---- | ------ | ---------- | ---------- | ---------- | ---------- | ---- | ---- |
| 2007년 선거 | 모리타니의 대통령 | 7대  | 무소속 | 24.80%     | 183,726표  | 52.85%     | 373,520표  | 1위  |      |